# 馬祭

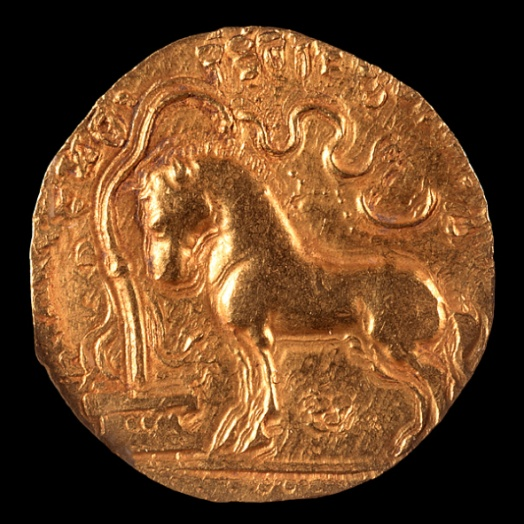
笈多王朝沙摩陀罗·笈多时期金币背面，绘有马祭的图像（约公元335-376年）

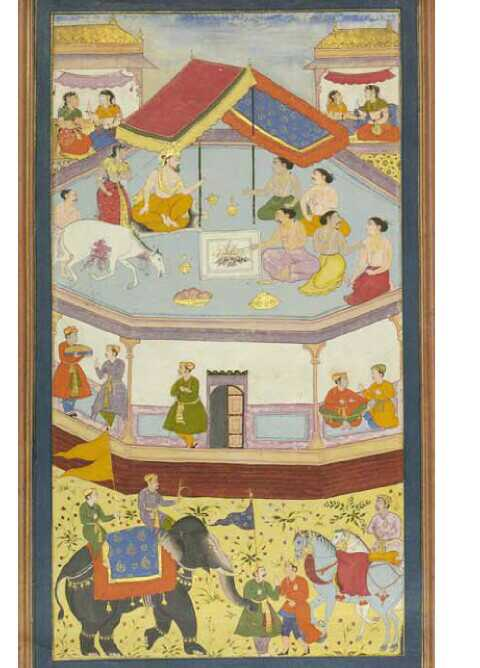
举行马祭的坚战，《阇弥尼婆罗多》的插图

馬祭（羅馬化：aśvamedha），汉译佛典中也译作馬祀，是印度吠陀時代的一種重要儀式。傳統上，馬祭是國王向生主和因陀羅求子的祭祀儀式，後來演變成國王為了獲得上天對其王位的肯定的儀式。國王祭過天後，將祭馬向東放行，國王則帶隨軍隊，征服祭馬所到的地方，如果國王在放行的一年間，能征服祭馬所到的大部分地方，即表示國王受到了天神的祝福。如若能成功举行马祭，君主就能拥有转轮王的头衔。俱盧大戰中獲勝的而得到王位的堅戰曾經都舉行過馬祭，並成功征服了祭馬所到之處，故此能夠順利地繼任王位。
马祭仪式不仅是显示王权的仪式，也是保证全国丰收繁荣的仪式。马祭曾为佛教所反对，所以在佛教兴起之后的一段时间开始衰落，但巽伽王朝开国君主华友王（公元前187年至151年在位）致力于复兴婆罗门教，打压佛教，马祭也为华友王所复兴。他通过举行马祭来宣示其从孔雀王朝得位的合法性。笈多王朝的钱币上也能看到马祭的图案，可能与笈多朝君主举行马祭有关。马祭可能直至11世纪末才消失，最后一位有举行马祭记录的君主是朱罗王朝的罗阇帝罗阇一世。但有记录称18世纪斋浦尔的君主萨瓦伊·贾伊·辛格也举行过马祭。